# Paperino ammiraglio
Paperino ammiraglio (Sea Scouts) è un film del 1939 diretto da Dick Lundy. È un cortometraggio animato della serie Donald Duck, prodotto dalla Walt Disney Productions e uscito negli Stati Uniti il 30 giugno 1939, distribuito dalla RKO Radio Pictures. Questo fu anche noto come il primo lavoro di Ray Patin presso la Walt Disney Productions. A partire dagli anni novanta è più noto come Capitan Paperino.

## Trama
Paperino porta Qui, Quo e Qua al mare su una nave. Paperino agisce in qualità di capitano ed è particolarmente orgoglioso della sua feluca. Qui, Quo e Qua però si dimostrano incapaci di salpare l'ancora e di ammainare la vela. La situazione degenera e, per via di una serie di circostanze, Paperino finisce con prendere il volo insieme alla vela. Qui, Quo e Qua cercano di aiutare lo zio a scendere, ma proprio in quel momento arriva uno squalo, il quale si mette a inseguire Paperino, che però riesce diverse volte a salvarsi. Quando però lo squalo finisce per rovinare la feluca di Paperino, quest'ultimo si infuria talmente tanto che decide di affrontarlo, riuscendo a sconfiggerlo tirandogli un pugno sul muso. Alla fine, Paperino e i suoi nipoti decidono quindi di tornare a riva.

## Distribuzione

### Edizione italiana
Il cortometraggio arrivò in Italia il 9 settembre 1973 all'interno del programma Pippo, Pluto, Paperino supershow. Il corto venne incluso in lingua originale nella VHS Pippo, Pluto, Paperino Supershow uscita nel gennaio 1984. Il corto fu poi doppiato nel 1985 dalla Effe Elle Due sotto la direzione di Franco Latini per l'inclusione nella VHS Cartoons Disney 5. Nel 1990, per la riedizione VHS, il corto fu nuovamente doppiato dalla Royfilm con la collaborazione del Gruppo Trenta. Tale doppiaggio è stato usato nelle varie occasioni successive.

### Cinema
- Pippo, Pluto, Paperino supershow (1973)[2][3]

### Edizioni home video

#### VHS
- Pippo, Pluto, Paperino Supershow (gennaio 1984)[3][6]
- Cartoons Disney 5 (novembre 1985)[4]
- Pippo, Pluto, Paperino Supershow (aprile 1990)[5]
- VideoParade vol. 15 (marzo 1994)
- Paperino piume, guai e simpatia (maggio 1999)

#### DVD
Il cortometraggio è incluso nel DVD Walt Disney Treasures: Semplicemente Paperino - Vol. 1.